# Catharina Allegonda van Lier
Catharina Allegonda van Lier (ur. 17 marca 1768 w Assen, zm. 22 września  1801 w Kapsztadzie) – Holenderka, działaczka organizacji religijnych w Południowej Afryce.
Była siostrą pastora Helperusa Ritzema van Liera. Przybyła do Afryki razem z bratem i od razu włączyła się w działania podejmowane przez kręgi pobożnościowe Przylądka. Doprowadziła do powstania Stowarzyszenia Modlitwy i Pracy (1788), a w 1799 została członkinią południowoafrykańskiego towarzystwa misyjnego. Pieśń jej autorstwa pt. Z przeciwnościami losu wciąż muszę się zmagać zyskała znaczną popularność – jest do dzisiaj wykorzystywana podczas nabożeństw jako Pieśń 41.
Catharina van Lier prowadziła diariusz, w którym opisywała głównie swoje przeżycia duchowe. Jego fragmenty, wraz z wyborem korespondencji autorki, zostały wydane w 1804 w Utrechcie jako Dziennik, zebrane listy i samotne przemyślenia, spisane przez śp. Pannę Catharinę Allegondę van Lier na Przylądku Dobrej Nadziei i na jej życzenie wydane przez Joannesa Jacobusa Kircherera, predykanta Kościoła Reformowanego i misjonarza wśród pogan w Afryce.